# 나가쿠라 하야테
나가쿠라 하야테(일본어: 長倉 颯, 1996년 4월 29일~)는 일본의 축구 선수이다.

## 구단 경력
그는 2019년 J2리그의 FC 기후에 입단했다. 2019년후 J3리그에 강등했다. 2021년 J1리그의 베갈타 센다이로 이적했다. 2022년부터 2024년까지 일본 풋볼 리그의 라인미어 아오모리에서 뛰었다. 2025년 J3리그의 츠바이겐 가나자와로 이적했다.